# Lothar Kannenberg

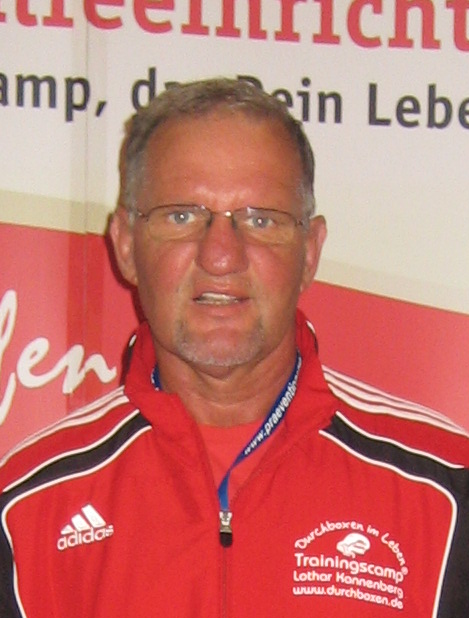
Lothar Kannenberg am Marktstand seines Camps auf dem Deutschen Präventionstag 2010 in Berlin

Lothar Kannenberg (* 5. April 1957 in Hanau) ist ein deutscher Ex-Boxer und autodidaktischer Erziehungsheimleiter.

## Biographie
Kannenberg wurde 1957 in Hanau als Sohn einer Arbeiterfamilie geboren. Er besuchte die Volksschule und schloss diese 1973 ab. Danach absolvierte er eine Ausbildung zum Fleischergesellen und leistete seinen Wehrdienst ab. Nach einer sechsmonatigen Alkoholtherapie (als Teilnehmer) heiratete er 1983. 1986 begann Kannenberg seine Boxkarriere und boxte für den CSC Frankfurt in der 1. Bundesliga; 1990 wurde er Hessenmeister (Amateure) im Schwergewicht.
Nach diesen Erfolgen wurde Kannenberg erneut drogenabhängig. Er arbeitete zeitweilig als Türsteher und durchlebte Aufenthalte in der Psychiatrie. Nach einer erfolgreichen Krebsoperation 1996 begann er eine Drogenentziehungstherapie und zog nach Kassel. Dort arbeitete er unausgebildet als Streetworker.
1999 gründete er das Boxcamp Philippinenhof Kassel, eine Einrichtung der Erziehungshilfe. Im gleichen Jahr schloss er eine Box-Trainerausbildung der C-Lizenz ab, 2001 folgte die B-Lizenz. 2004 folgte die Gründung des Vereins Durchboxen im Leben e.V. und der Jugendhilfeeinrichtung Trainingscamp Lothar Kannenberg im landwirtschaftlichen Anwesen Gut Kragenhof bei Kassel.
Für sein ehrenamtliches Engagement wurde er mit dem Bundesverdienstkreuz sowie dem deutschen Förderpreis für Kriminalprävention 2009 ausgezeichnet.

## Trainingscamp
Die gemeinnützige Jugendhilfeeinrichtung hat es sich zum Ziel gesetzt, drogenabhängige und/oder kriminelle Jugendliche im Alter von 14 bis 17 Jahren zu resozialisieren. Kannenberg entwickelte hierbei ein eigenes Erziehungskonzept für die Jugendhilfe. Die Jugendlichen haben in der Regel sechs Monate lang von 6–22 Uhr einen fest strukturierten Tagesablauf, welcher mit viel Sport, Verhaltenstraining, Arbeitsprojekten, Handwerk und Musik kombiniert wird. Die Anlage ist 3,5 Kilometer von der nächsten Stadt entfernt und liegt an einem Waldrand. Das Trainingscamp besteht aus mehreren Blockhäusern und einem großen Außengelände. Das Konzept besteht darin, feste Strukturen und Regeln aufzubauen, sowie Aggressionen mit Sport und Arbeit zu bewältigen. Die Jugendlichen sollen Respekt vor ihren Mitbürgern lernen, deshalb tragen die Camp-Pädagogen auch den Namen „Respekttrainer“.
Die Rückfallquote beträgt laut Kannenbergs eigener Einschätzung 20 %, im normalen Jugendstrafvollzug läge sie bei knapp 80 %. Das Konzept wird von diversen Politikern aller Parteien als sinnvoll, vorbildlich und äußerst erfolgreich beschrieben. Zahlreiche Politiker aus dem In- und Ausland treffen sich mit Kannenberg, um sich über das Konzept zu informieren.
Seit Juli 2008 wird das Trainingscamp Lothar Kannenberg in einem Forschungsprojekt durch das Institut für Sozialpädagogik und Soziologie der Lebensalter der Universität Kassel evaluiert. Die Evaluation wird durch den Trägerverein Durchboxen e.V. und das Hessische Ministerium für Arbeit, Familie und Gesundheit finanziert. Mithilfe der „empirischen Sozialforschung soll das Konzept systematisch aufbereitet, seine Wirkungen ermittelt und seine Wirkungsmechanismen sichtbar gemacht werden.“ Im Dezember 2009 wurde durch die Forscher ein erster Zwischenbericht veröffentlicht. Folgende Feststellungen/Tendenzen wurden dabei nach knapp zwei Jahren getroffen:
- Die Rückfallquote der Jugendlichen, die das Trainingscamp bis zum Ende durchlaufen haben, liegt bei 59,1 %. Die Quote ist damit, im Verhältnis zu anderen Angeboten der Erziehungshilfe und der Justiz, im erwartbaren Rahmen.[10]
- Von diesen rückfällig gewordenen Jugendlichen erreichen sie, gemessen an der Schwere und Anzahl der Delikte, in der Tendenz nicht wieder das Niveau der Zeit vor dem Trainingscamp.[10]
- Studien mit normalen Untersuchungsphasen von 5–7 Jahren und Langzeitstudien liegen nicht vor.

Im Jahre 2008 war das Camp Gegenstand der Produktion "Endstations Knast – Deutschlands Jugend Extrem" im Rahmen der Reihe Exklusiv – die Reportage auf RTLII. Zuvor war Kannenberg und das Erziehungscamp bereits auf dem Sender zu sehen: ab Januar 2007 erschien Das Erziehungscamp – Jugendliche kurz vor Knast.

## Insolvenz der Akademie
Die Akademie Lothar Kannenberg meldete am 30. Oktober 2017 beim Amtsgericht Walsrode Insolvenz an. Das Insolvenzverfahren in Eigenverwaltung wurde am 26. Januar 2018 eröffnet.
Ein Investor übernahm zum 1. Juni 2018 den Standort der Einrichtung in Glinde sowie weitere Mitarbeiter der Einrichtung in Aken. 29 Arbeitnehmer aus Glinde und Aken werden weiterbeschäftigt. Für die Einrichtung Landgraf wurde am 1. Februar 2018 eine Nachfolgelösung gefunden. Der Nachfolger WolkenKratzer übernahm 26 ehemalige Mitarbeiter und betreibt die Einrichtung weiter. Die Einrichtungen Sattelhof, Aken sowie Leipzig und die Verwaltung der Akademie wurden geschlossen; die Einrichtungen Horner Eiche, Zollhaus und Lorent sowie das Haus Vielfalt wurden bereits Anfang des Jahres 2018 stillgelegt. Kannenberg verließ das Unternehmen im Januar 2018.
Wie Bremens Senatorin für Soziales, Kinder, Jugend und Frauen Anja Stahmann (Bündnis 90/Die Grünen) am 14. Juni 2018 der Sozialdeputation der Bremischen Bürgerschaft mitteilte, muss der Stadtstaat gemäß einem Vergleich mit dem Insolvenzverwalter rund vier Millionen Euro an bereits gezahlten Vorleistungen in Höhe von 7,4 Millionen an die Akademie Lothar Kannenberg abschreiben. Auch das Gehalt von Kannenberg in Höhe von 15.000 Euro im Monat war Gegenstand der Ermittlungen. Die Vorlage wurde von der rot-grünen Mehrheit gebilligt. Es wurde auch wegen des Anfangsverdacht der Untreue und der Insolvenzverschleppung im Zusammenhang mit der Akademie Kannenberg ermittelt. Laut Weserkurier waren die Probleme bereits 2016 bekannt und es habe keine Rückzahlungen mehr gegeben. Schon im September des vergangenen Jahres sei die Bremer Sozialbehörde darauf aufmerksam geworden, dass der private Jugendhilfeträger in finanziellen Schwierigkeiten stecke.
In den sechs Bremer Unterkünften des privaten Jugendhilfeträgers wurden zu Spitzenzeiten bis zu 1000 Jugendliche betreut. Laut Kannenberg sei man zu schnell gewachsen und alles aus dem Ruder gelaufen. Da sei die Verwaltung nicht hinterher gekommen.  Als eine Reaktion forderte die CDU schärfere Kontrollen von Jugendhilfe-Trägern in Bremen.

## Auszeichnungen
- 2000 – Paul-Dierichs-Preis
- 2002 – Roland-Preis der Stadt Bremen
- 2002 – Silberne Ehrennadel des Hessischen Boxverbandes
- 2003 – Silberne Ehrennadel der Deutschen Amateur-Box-Jugend
- 2005 – Verdienstmedaille des Verdienstordens der Bundesrepublik Deutschland[22]
- 2009 – Kriminalpräventionspreis der Stüllenberg-Stiftung[23]

## Schriften
- Durchboxen – Ich lebe. Opal Verlag, Kassel 2002, ISBN 3-9806761-3-7